# Радулов, Иван
Иван Георгиев Радулов (род. 7 января 1939, София) — болгарский шахматист и инженер, гроссмейстер (1972). 5-кратный чемпион Болгарии (1971—1981). В составе команды Болгарии участник 8 олимпиад (1968—1986), в том числе на Олимпиаде 1968 2-е место на 5-й доске — 10½ очков из 14 (+8 −1 =5).
Участник межзонального турнира ФИДЕ в Ленинграде (1973). Лучшие результаты в других международных турнирах: Дебрецен и Варна (1968) — 2-3-е; Чачак (1969) — 2-4-е; Кечкемет (1972) — 3-е; Форсса — Хельсинки (1972; зональный турнир ФИДЕ) — 1-е; Монтилья и Гамбург (1974) — 1-е; Монтилья (1975) — 1-2-е; Баймок (1975) — 1-3-е; Врбас (1976 и 1979/1980) — 2-е и 1-е; Кикинда (1976) — 1-е; Пловдив (1977 и 1979) — 3-е и 2-3-е; Осло (1977) — 1-е; Стара-Загора (1977) — 1-3-е; София (1979) — 3-е; Салоники (1979) — 2-е; Оберварт (1981) — 2-6-е; Поляница-Здруй (1982) — 3-4-е; Силькеборг (1983) — 2-е; Асеновград (1985) — 5-6-е; Будапешт (1985) — 2-6-е (214 участников); Варна (1986) — 3-6-е; Стокгольм (1986/1987) — 1-4-е места.

## Изменения рейтинга
| Графики недоступны из-за технических проблем. См. информацию на Фабрикаторе и на mediawiki.org. |